# Городище (Алчевський район)
Городище — селище в Україні, у Алчевській міській громаді, Алчевського району Луганської області.
Знаходиться на тимчасово окупованій території України. 

## Історія
За останніми науковими дослідженнями селищу приблизно 360 років.
Городище — центр старовірів.
В академічному виданні «Історія міст і сіл УРСР» про Городище написано: «Село засновано в XVIII ст. кріпаками, які тікали від ярма поміщиків». Нині є всі підстави вважати, що Городище виникло у XVII столітті.
Початок селу поклали старовіри — переселенці з Москви та Підмосков'я, які втекли від переслідування церковної та світської влади. Перша хвиля переселенців утворила скит (на кшталт старовірського монастиря).
Друга хвиля переселенців прибула між 1710 і 1715 роками зі Стародубського повіту Чернігівської губернії.
Третя хвиля переселенців прибула в 70-80-х роках XVIII століття. Це були жителі села Хомутівка Курської губернії.
За даними на 1859 рік у казенному селі Городище (Біла) Слов'яносербського повіту Катеринославської губернії мешкало 3298 осіб (1565 чоловіків та 1733 жінки), налічувалось 520 дворових господарств, існували каплиця та станова квартира, відбувалось базари.
Станом на 1886 рік в селі, центрі Городищенської волості, мешкало 4175 осіб, налічувався 581 двір, існували 2 каплиці, 7 лавок, відбувалось базари щонеділі.
За переписом 1897 року кількість мешканців зменшилась до 4060 осіб (1931 чоловічої статі та 2129 — жіночої), з яких , 3778 — старообрядницької.
Священик Городищенської Успенської церкви Феофілакт Феофілактович Слєсарєв (Флавіан) у 1953 році став патріархом усієї Русі по старовірських конфесіях. Священик Петермуфій став єпископом Уссурійського краю.
Першу руду для чавуноливарного заводу видобували в Городищі.
Через Городище везли тіло царя Олександра I, який помер у Таганрозі 1 грудня 1825 року.
Селище постраждало внаслідок геноциду українського народу, вчиненого урядом СССР у 1932—1933 роках, кількість встановлених жертв — 451 житель селища.
У роки Другої світової війни мешканець села А. А. Піскунов був командиром партизанського загону, який діяв на території Городища та сусідніх сіл. Учні 9-10 класів та молодь села були членами підпільної комсомольської організації, яка протистояла загарбникам. На території Городищенської загальноосвітньої школи встановлено знак на честь загиблих комсомольців. У школі працює музей історії селища.
Вугільний Донбас розпочався з Городища. Саме неподалік цього поселення за найбільш доведеною версію Ю.М. Канигіна та Ю.Т. Батюшина, у 1721 р. М. Вепрейський та С.Чирков взяли проби вугілля, яке потім використовувалося на Бахмутських і торських соляних промислах.
До 1957 року на території села діяли три колгоспи. Після їх об'єднання у 1967 році утворився птахорадгосп «Городищенський», директором якого був М. І. Зінченко.
Нині на території Городищенської селищної ради створено 5 фермерських господарств. Працює Біло-Городищенська збагачувальна фабрика — особливий підрозділ ПВКПФ «Укрінвест» (переробка відходів флотації). Є Будинок культури, селищна бібліотека, фельдшерсько-акушерський пункт, школа, мережа торговельно-розважальних закладів. При Будинку культури створено етнографічний хор, якому у 1970 році присвоєно звання «народний».
12 червня 2020 року, відповідно до Розпорядження Кабінету Міністрів України  № 717-р «Про визначення адміністративних центрів та затвердження територій територіальних громад Луганської області», увійшло до складу Алчевської міської громади.
17 липня 2020 року, в результаті адміністративно-територіальної реформи та ліквідації Перевальського району увійшло до складу Алчевського району.

## Пам'ятки
Поблизу селища розташований загальнозоологічний заказник місцевого значення «Перевальський».